# 671-й штурмовой авиационный полк
671-й штурмовой авиационный полк — авиационная воинская часть ВВС РККА штурмовой авиации в Великой Отечественной войне.

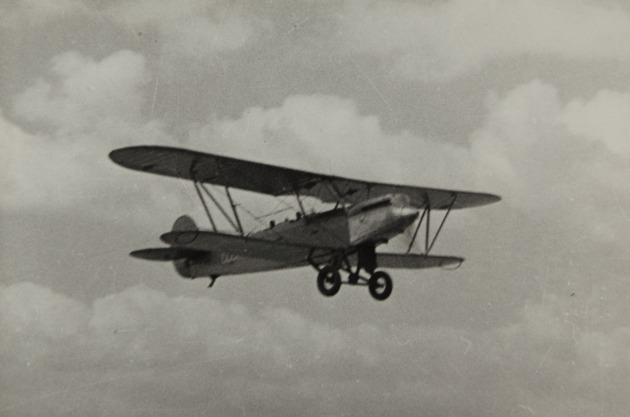
Самолёт Р-5 стоял на вооружении с момента формирования полка в октябре 1941 года по июнь 1942 года.

## Наименование полка
В различные годы своего существования полк имел наименования:
- 671-й бомбардировочный авиационный полк;
- 671-й штурмовой авиационный полк;
- 90-й гвардейский штурмовой авиационный полк (01.05.1943 г.)[1];
- 90-й гвардейский штурмовой авиационный Староконстантиновский полк (09.03.1944 г.)[2];
- 90-й гвардейский штурмовой авиационный Староконстантиновский Краснознамённый полк (05.04.1945 г.)[3].

## История и боевой путь полка
671-й бомбардировочный авиационный полк формировался в октябре — ноябре 1941 года на базе Омской военной авиационной школы пилотов ВВС Сибирского военного округа. Летчиков, прибывающих из различных школ пилотов и аэроклубов переучивали на самолёт Р-5. Командиром полка был назначен капитан Ищенко Михаил Арсентьевич, который прошёл с полком боевой путь до конца войны.
Полк был вооружён 20 самолётами Р-5. 3 декабря 1941 года полк убыл на Калининский фронт и был включен в состав 38-й смешанной авиационной дивизии. С 5 декабря полк в составе 38-й смешанной авиационной дивизии ВВС Калининского фронта участвует в Калининской наступательной операции, а с 8 января 1942 года в Ржевско-Вяземской наступательной операции на калининском и ржевском направлениях.
В конце января 1942 года полк убыл на переобучение и переформирование в связи с перевооружением на штурмовик Ил-2 в состав ВВС Московского военного округа. Полк переформирован в штурмовой в Ижевске в период с 14 февраля по 10 июля 1942 года в составе 34-й запасного авиаполка 9-й запасной авиабригады Приволжского военного округа. Боевой путь начал в 27 июля 1942 года в составе 212-й штурмовой авиационной дивизии в оборонительной операции в районе города Белый.
В дальнейшем полк участвовал в Ржевско-Сычевской и Великолукской операциях. В конце зимы 1943 года полк пополнен молодыми летчиками. До середины марта полк вводил в строй молодое пополнение. Средний налет на летчика составил 16 часов (Ил-2) и 3 часа (У-2). После боев на Калининском фронте полк в составе дивизии перебазируется на аэродром в районе деревни Горощино (ныне Торжокский район, Тверская область).
За показанные образцы мужества и героизма Приказом НКО № 199 от 1 мая 1943 года 671-й штурмовой авиационный полк преобразован в 90-й гвардейский штурмовой авиационный полк.
В составе действующей армии полк находился с 27 июля 1942 года по 13 марта 1943 года.

## Командиры полка
- капитан, майор, подполковник Ищенко Михаил Арсеньевич, 14.02.1942 — 01.05.1943

## В составе соединений и объединений
| Дата          | Фронт (округ)             | Армия                            | Корпус                           | Дивизия                                       | Примечания |
| ------------- | ------------------------- | -------------------------------- | -------------------------------- | --------------------------------------------- | ---------- |
| 10.1941 г.    | Сибирский военный округ   | ВВС Сибирского военного округа   |                                  | Омская школа пилотов                          | -          |
| 03.12.1941 г. | Калининский фронт         | ВВС Калининского фронта          |                                  | 38-я смешанная авиационная дивизия            | -          |
| 01.02.1942 г. | Московский военный округ  | ВВС Московского военного округа  |                                  |                                               | -          |
| 14.02.1942 г. | Приволжский военный округ | ВВС Приволжского военного округа | 9-я запасная авиационная бригада | 34-й запасной авиационный полк                | -          |
| 27.07.1942 г. | Калининский фронт         | 3-я воздушная армия              |                                  | 212-я штурмовая авиационная дивизия           | -          |
| 13.03.1943 г. | Степной военный округ     | Резерв Ставки ВГК                | 8-й смешанный авиационный корпус | 212-я штурмовая авиационная дивизия           | -          |
| 01.05.1943 г. | Степной военный округ     | 5-я воздушная армия              | 8-й смешанный авиационный корпус | 4-я гвардейская штурмовая авиационная дивизия | -          |

## Участие в операциях и битвах
- Битва за Москву:

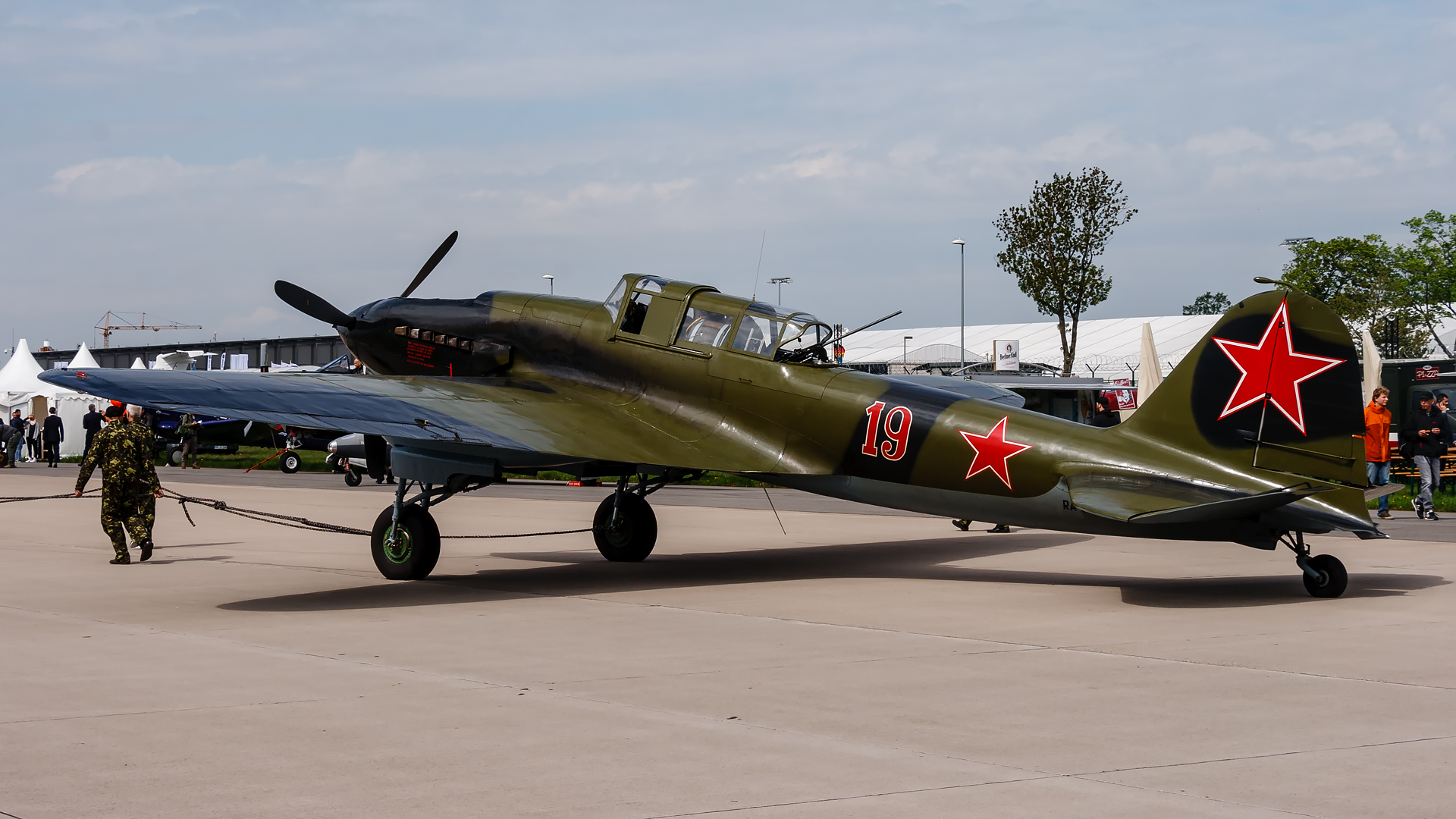
Самолёт Ил-2 стоял на вооружении с момента формирования полка. Конструкторы называли разработанный ими штурмовик Ил-2 «летающим танком», пилоты-истребители люфтваффе прозвали его «бетонным самолётом» (нем. Betonflugzeug), солдаты вермахта называли его «чумой» (нем. Schwarzer Tod, дословно: «чёрная смерть»).

  - Калининская наступательная операция — с 5 декабря 1941 года по 7 января 1942 года.
- Ржевско-Вяземская операция — с 8 января по 23 января 1942 года.
- Ржевско-Сычёвская операция — с 30 июля 1942 года по 23 августа 1942 года.
- Великолукская наступательная операция — с 24 ноября 1942 года по 20 января 1943 года.

## Отличившиеся воины
- Береговой Георгий Тимофеевич, гвардии капитан, командир эскадрильи 90-го гвардейского штурмового авиационного полка 4-й гвардейской штурмовой авиационной дивизии 5-го штурмового авиационного корпуса 5-й воздушной армии Указом Президиума Верховного Совета СССР 26 октября 1944 года удостоен звания Герой Советского Союза. Золотая Звезда № 2271.